# Jacétanie
La Jacétanie (en espagnol : Jacetania, en aragonais : Chacetania) est une comarque au nord-ouest de la province de Huesca, dans la communauté autonome d'Aragon (Espagne).

## Géographie

### Communes
- Elle regroupe 20 communes ou municipios : 
  - 16 en province de Huesca : Aísa, Ansó, Aragüés del Puerto, Bailo, Borau, Canal de Berdún, Canfranc, Castiello de Jaca, Fago, Jaca, Jasa, Puente la Reina de Jaca, Santa Cilia, Santa Cruz de la Serós, Valle de Hecho et Villanúa ;
  - 4 en province de Saragosse : Artieda, Mianos, Salvatierra de Esca et Sigüés.

Les comarques limitrophes : 
- Nord – France (département des Pyrénées-Atlantiques (vallée d'Aspe))
- Sud – Cinco Villas et Hoya de Huesca
- Est – Alto Gállego
- Ouest – Roncal-Salazar (communauté forale de Navarre)

### Géographie naturelle
- Vallée d'Anso
- Vallée d'Echo
- Vallée de l'Aragon
- Vallée de Jasa
- Vallée d'Aragües
- Vallée de Borau
- Canal de Berdún
- Forêt d'Oza

## Administration
- Président : Alfredo Terrén Zaborras (PSOE)